# Liste de peintres africains
Voici une liste de peintres africains :
- Paul Ahyi
- Moha Bouhali
- Christiaan Conradie (1984-), Afrique du Sud
- Ismael Diabaté
- Ludovic Fadaïro
- Mokodu Fall
- Mohamed i Diabagaté
- Salimata Kaboré
- Emmanuel Kavi
- Abdoulaye Konaté
- David Kuijers
- Niankoye Lama
- Marius Mensah
- Afi Nayo
- Theodosia Okoh
- Cheri Samba
- Jacques Samir Stenka
- Lady Skollie (1987-), Afrique du Sud
- A-Sun WU
- Bulelwa Madekurozwa